# Store vénitien
 (juin 2023).
Si vous disposez d'ouvrages ou d'articles de référence ou si vous connaissez des sites web de qualité traitant du thème abordé ici, merci de compléter l'article en donnant les références utiles à sa vérifiabilité et en les liant à la section « Notes et références ».

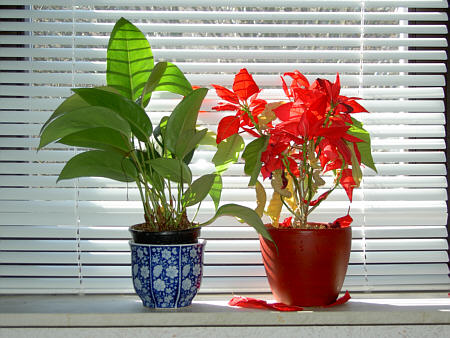
Store vénitien.

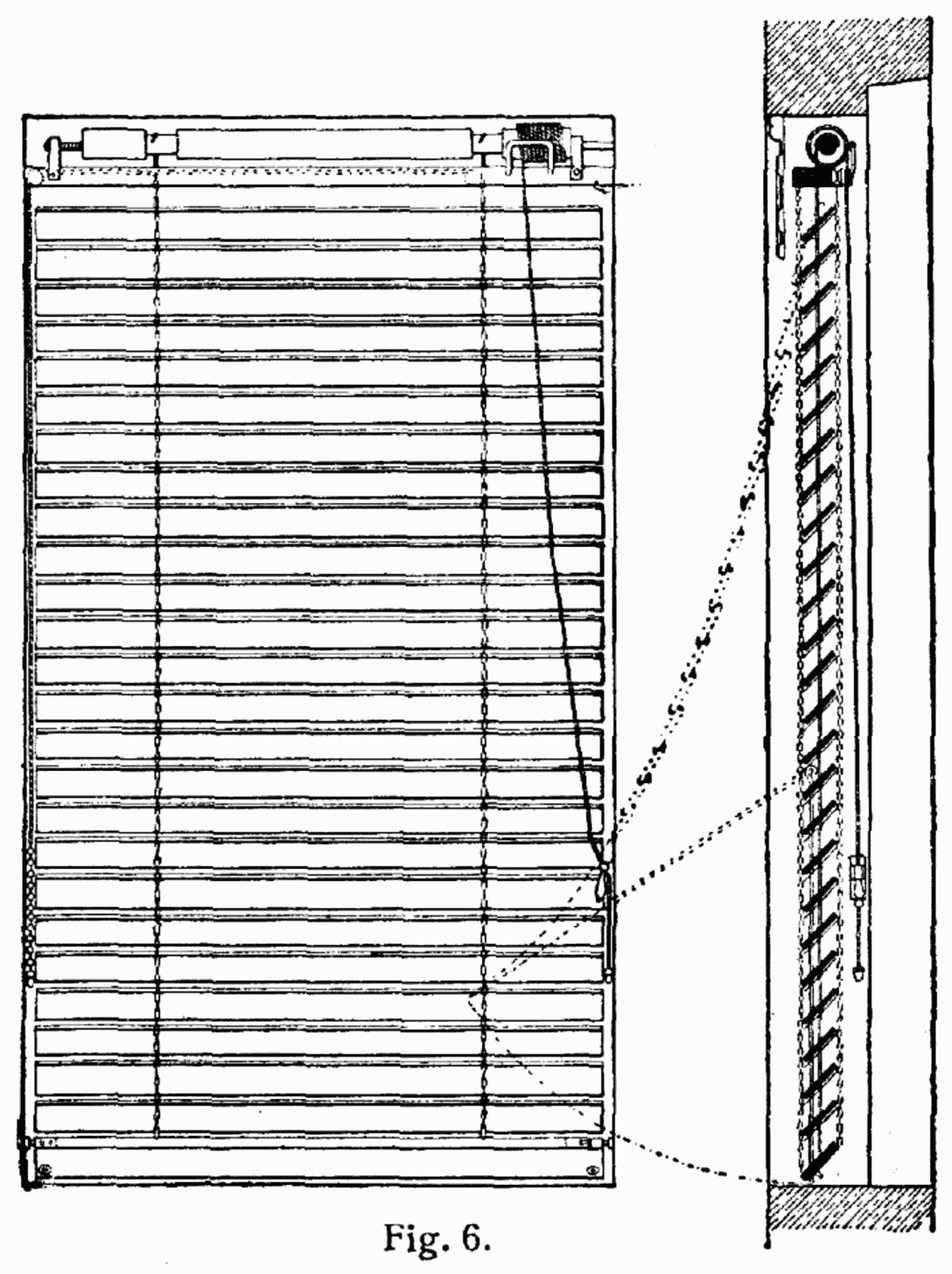
Schéma d'un store vénitien.

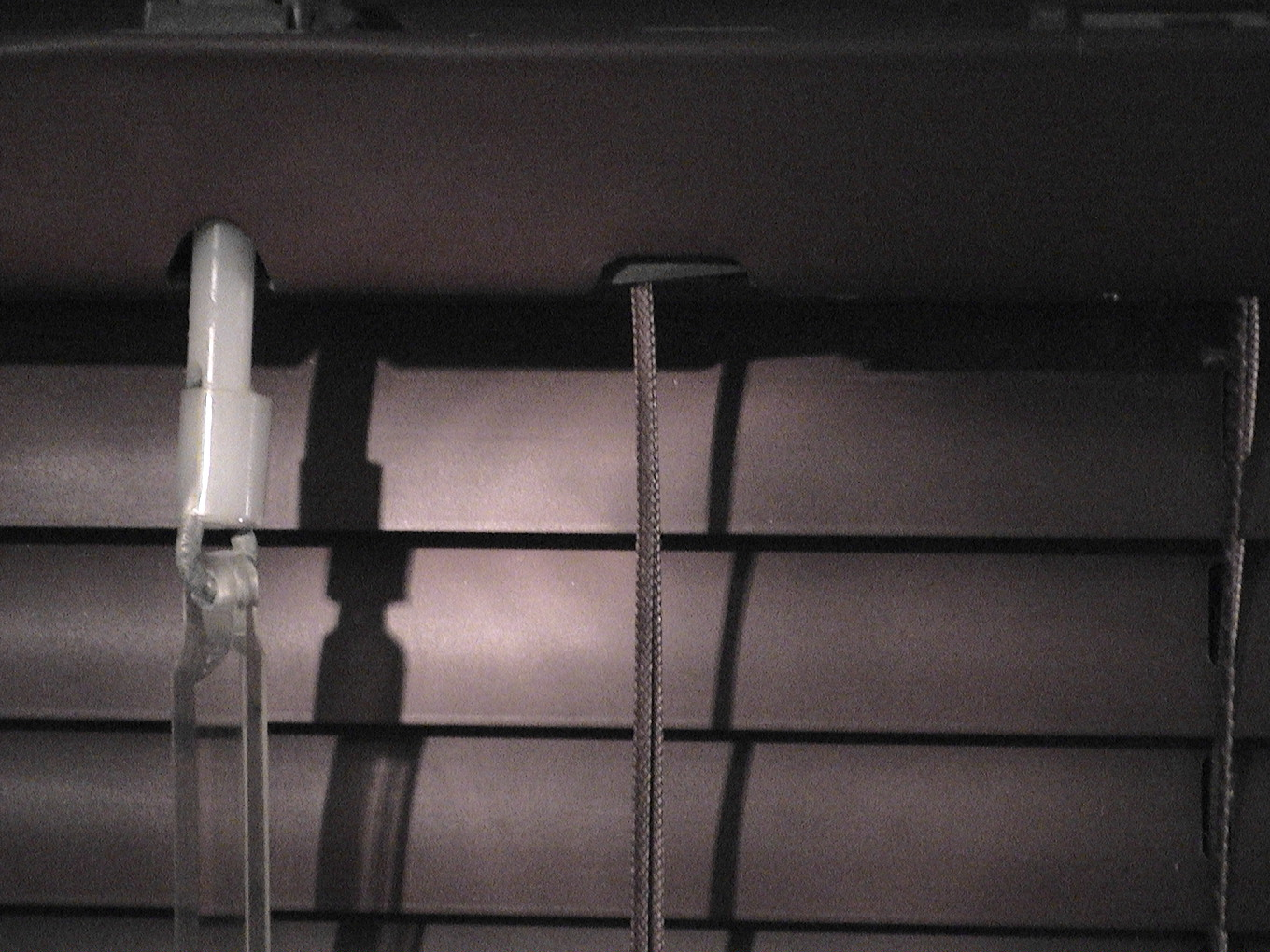
Détails du mécanisme.

Un store vénitien est un store composé en lamelles horizontales, située dans une échelle en fils et d'un mécanisme de relevage et d'orientation des lamelles.
Les lamelles sont généralement en métal (en aluminium notamment), mais on en trouve aussi en plastique ou en bois.
La largeur des lamelles est légèrement supérieure à leur espacement vertical, ce qui permet, par pivotement des lamelles, d'occulter totalement la surface à protéger.
Le store vénitien se replie vers le haut, par empilement des lamelles. Celles-ci sont montées sur un système de câbles relié à une double commande :
- une commande pour enrouler ou tirer les câbles tous ensemble, ce qui fait remonter la dernière lamelle, les autres lamelles s'empilant alors sur elle : on peut ainsi découvrir la partie inférieure de la baie

- une commande pour décaler les câbles supportant l'avant des lamelles par rapport aux câbles supportant l'arrière des lamelles : ceci permet de changer leur inclinaison et donc d'adapter la luminosité qui filtre à travers elles.

Une fois le store vénitien replié vers le haut, la vue est complètement dégagée.  
Les modèles anciens étaient constitués de lamelles larges (plusieurs centimètres), mais la tendance est de diminuer leur taille (jusqu'à 1,5 cm), à la fois pour des raisons d'esthétique et d'encombrement, mais au détriment du prix.

## Avantages
- Le store vénitien est peu encombrant.
- Il peut occulter la lumière très efficacement, mais permet également de moduler très finement la luminosité tout en contrôlant la possibilité de voir ou d'être vu. Par exemple, dans un rez-de-chaussée, en orientant les lames vers le haut, on peut recevoir la lumière solaire presque sans atténuation, tout en empêchant les passants de voir dans la maison.
- Le store vénitien est également le store qui possède les meilleures propriétés thermiques et acoustiques ce qui en a fait le store de prédilection des gratte-ciels américains des années 1930.

## Inconvénients
- Le store vénitien est relativement coûteux, surtout dans les versions où les lames sont les plus minces, et s'il est confectionné sur mesures afin d'être le plus près possible des bords de l'ouverture.
- Il n'est adapté qu'aux surfaces rectangulaires.
- Les lames ont tendance à accumuler la poussière pouvant augmenter la présence d’allergènes dans l’air.
- Le store vénitien est fragile et le mécanisme peut s'user vite, le rendant difficilement utilisable.

Le store vénitien peut aussi s'adapter à des formes géométriques variées comme des parallélogrammes, triangles, fenêtres rondes ou ovales. Certaines géométries peuvent limiter sa plage d'ouverture, cependant il existe une solution pour chaque fenêtre, seules les tailles supérieures à 5/6 mètres limitent sa conception.